# Grace Obour
Grace Obour (* 13. Mai 2001) ist eine ghanaische Sprinterin.

## Sportliche Laufbahn
Erste internationale Erfahrungen sammelte Grace Obour 2019 bei den Jugendafrikameisterschaften in Abidjan, bei denen sie im 400-Meter-Lauf im Finale disqualifiziert wurde. Im August erreichte sie bei den Afrikaspielen in Rabat im 200-Meter-Lauf das Halbfinale, in dem sie mit 24,03 s ausschied, während sie über 400 Meter in 51,86 s die Bronzemedaille hinter der Botswanerin Galefele Moroko und Favour Ofili aus Nigeria gewann.

## Persönliche Bestzeiten
- 200 Meter: 23,76 s (+0,1 m/s), 29. August 2019 in Rabat
- 400 Meter: 51,86 s, 28. August 2019 in Rabat